# 貝萊赫斯特中學
貝萊赫斯特中學（英語：Blakehurst High School）是一所以外語教育為特點的澳大利亞公立學校，位於新南威爾士州悉尼貝萊赫斯特區，設有7-12年級的課程。

## 學校背景
該校有1138名学生、80名教師和30名非教學員工。40％的学生具有盎格鲁-撒克遜人背景，81.8％的学生为非英语母語背景。相當比例的學生出生在澳大利亞。該校學生中，華人佔全校學生人數的30%，是該校最大的非英語背景族裔，其次為希臘族裔，佔全校學生數量的10%。剩餘60%的學生有40多種不同背景。

## 國際影響
該校現有國際留學生40余名，80%以上來自中國大陸，是南悉尼地區最多中國留學生就讀的公立學校，每一年級都有留學生。
該校與日本的姐妹中學有交換生計劃。

## 著名校友
羅伯特·麥克萊蘭德，澳大利亞政治人物。